# Anti-intellectualisme

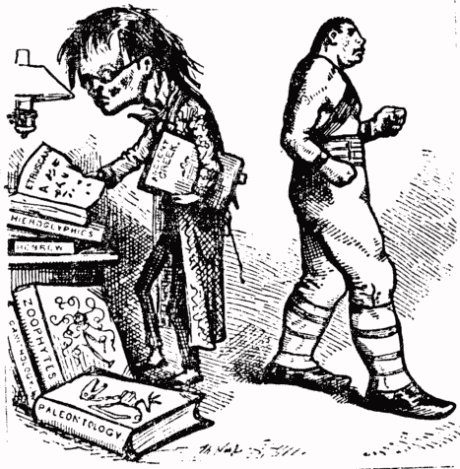
L'intellectuel à grosse tête, nourri de sciences abstraites, opposé à l'athlète aux muscles puissants et à la petite tête. Caricature de Thomas Nast (1840-1902).

L’anti-intellectualisme peut désigner une attitude ou une doctrine philosophique, consistant à montrer de l'hostilité et de la méfiance vis-à-vis de l’intelligence, des intellectuels et de l'intellectualisme en général, habituellement dirigé contre l'éducation, le système universitaire, les élites intellectuelles et scientifiques ou l'« intelligentsia ». Les partisans de l'anti-intellectualisme opposent généralement à ces groupes une apologie du bon sens populaire, de la spontanéité ou démocratisme, les élites intellectuelles pouvant être accusées de corruption, de dégénérescence d'élitisme ou de complotisme.

## Définition
Le Larousse définit l'anti-intellectualisme comme étant le « refus de reconnaître la prééminence de l'intelligence et la valeur des sciences ». D'une manière générale, il s'agit d'une doctrine qui rabaisse la valeur de l'intelligence pure ou de l'éducation en exaltant la sensibilité, l'imagination, l'irrationalisme, l'intuition ou simplement le bon sens commun.
Si l'anti-intellectualisme, en tant qu'il se rattache à une certaine forme de rejet des élites, connut de multiples formes dans l'Histoire, l'une de ses incarnations historiques décisives fut une partie du mouvement romantique, qui en réaction aux Lumières prônait la spontanéité, le goût du mystère et la subjectivité sur la recherche de la vérité pure, le rationalisme et l'objectivisme.

## Utilisations
En public, les anti-intellectuels se présentent souvent comme des champions du commun des mortels – les populistes contre les élites politiques et académiques – argüant que les scientifiques ou les éduqués en général sont détachés des préoccupations quotidiennes de la majorité des gens : ce fut par exemple un des thèmes politique de Pierre Poujade dans les années 1950. Il peut également s'agir d'un appel à l'autorité ou au ridicule dans l'espoir de discréditer un opposant plutôt que de répondre spécifiquement à ses arguments.
Les populistes qui rejettent les institutions utilisent cette doctrine. Ils recourent à une rhétorique d'appropriation, par l'adoption d'un style décontracté (comportemental, vestimentaire), le changement du registre de langue (du formel au familier, par exemple), le recours à la rhétorique manichéenne et de bon sens, idées qui leur permettent d'afficher leur familiarité, leur proximité avec le peuple,,.

### Utilisation des systèmes totalitaires
L'anti-intellectualisme est une facette récurrente des dictatures totalitaires pour l'oppression des opposants politiques, accusés de corruption, de cosmopolitisme, de complotisme ou simplement d'être des sociaux-traîtres. Les intellectuels appartenant souvent à la couche la plus aisée de la population, ceux-ci furent souvent suspects d'être vendus à la cause des élites conservatrices. Cette suspicion amena de très nombreux scientifiques, artistes et intellectuels à quitter l'URSS sous Staline, pour rejoindre l'Europe ou surtout l'Amérique : ce fut un cas caractéristique de fuite des cerveaux.
La rhétorique du parti nazi en était empreinte, y compris dans l'ouvrage politique d'Adolf Hitler, Mein Kampf : de nombreux courants artistiques furent ainsi interdits ou voués aux gémonies car accusés d'être élitistes, « dégénérés » et vendus au cosmopolitisme juif, comme le mouvement Bauhaus.
L'une des formes les plus extrêmes d'anti-intellectualisme date des années 1970 au Cambodge, sous le règne de Pol Pot et des Khmers rouges, où des milliers de personnes furent massacrées en raison de leur formation académique, ou parfois simplement parce qu'ils portaient des lunettes (ce qui pouvait indiquer qu'ils savaient lire), comme à Choeung Ek.
Cependant, il faut relativiser l'anti-intellectualisme des mouvements totalitaires : ceux-ci ont eux-mêmes leurs propres intellectuels.

### Aux États-Unis
L'anti-intellectualisme est particulièrement répandu dans la culture américaine. Les analystes y voient le fruit conjugué du puritanisme protestant évangéliste (qui exalte un rapport direct, simple et austère à la Bible et à Dieu), du démocratisme (qui entraîne parfois une méfiance vis-à-vis des élites, fussent-elles intellectuelles), du libéralisme (qui promeut le choix individuel sur les règles transcendantales), de l'utilitarisme (l'éducation se limitant à l'apprentissage de techniques professionnelles) et de la société de consommation et de loisir, qui valorise le plaisir matériel plutôt que l'effort intellectuel.
En 1964, le Prix Pulitzer est remis à Richard Hofstadter pour son ouvrage Anti-intellectualism in American Life, qui explore cette thématique et montre la profondeur de son imprégnation dans la culture américaine, teinté d'irrationalisme et de méfiance envers tout ce qui peut rappeler la technocratie. Certains auteurs comme Charles Pierce n'hésitent pas à y voir une stratégie politique pour maintenir la population dans un état de consumérisme permanent et dénué d'aspiration au changement. D'autres auteurs y voient également l'influence des mouvances religieuses extrêmes, notamment du créationnisme, accusé de promouvoir une méfiance vis-à-vis de la science et des études.
De fait, l'accusation d'« élitisme » est une insulte au sémantisme particulièrement fort dans la culture américaine, et l'un des qualificatifs les plus redoutés par les politiciens.

Le célèbre écrivain et scientifique Isaac Asimov déclara à propos de l'anti-intellectualisme en Amérique :

« Il existe un culte de l'ignorance aux États-Unis, et il en a toujours été ainsi. La tradition de l'anti-intellectualisme a été une tendance constante, qui a fait son chemin dans notre vie politique et culturelle, nourrie par la fausse idée que la démocratie signifie que mon ignorance vaut autant que votre savoir. »

En 1837, le célèbre philosophe américain Ralph Waldo Emerson prédisait déjà :

« L'esprit de ce pays, dressé à des aspirations basses, court à sa perte. »

Plus légèrement, le film Idiocracy dépeint l'avenir sombre d'une Amérique où l'anti-intellectualisme aurait définitivement gagné.
Dans les faits, force est de constater qu'alors que les États-Unis demeurent le pays le plus riche et le plus puissant du monde, leur système éducatif et universitaire demeure très mal classé dans les standards mondiaux, et en diminution permanente. En 2014, les États-Unis étaient ainsi classés 52/139 sur un classement de l'enseignement des sciences du Forum économique mondial.

### En France
Depuis la période romantique, l'anti-intellectualisme a fait des apparitions cycliques dans la vie culturelle et politique française, quoique de manière moins prononcée qu'en Amérique. Cette posture fut souvent associée au populisme, et relativement bien partagée entre les mouvements intellectuels dits « conservateurs » ou « progressistes ».
À la gauche de l'échiquier politique, certains mouvements politiques se réclamèrent parfois de l'anti-intellectualisme durant le XXe siècle, comme certains communistes de l'entre-deux-guerres (tel Paul Nizan, pourtant lui-même normalien), puis la mouvance Mao-spontex dans les années 1960. Cet anti-intellectualisme de gauche promouvait généralement l'action sur la réflexion, et le bon sens populaire sur la glose universitaire, mais aussi la spontanéité de la jeunesse sur l'expérience de la maturité (ce fut un thème de Mai 68). Depuis les années 1970-80, c'est l'essor de la philosophie post-moderniste et notamment du relativisme déconstructiviste hérité d'une partie de la French theory qui invite à considérer que le savoir scientifique n'est qu'une forme de croyance parmi d'autres, ne disposant pas d'une plus grande légitimité.
L'anti-intellectualisme de droite prône lui aussi le rapprochement avec la simplicité populaire, par rapport à une complexité intellectuelle jugée suspecte car élitiste, clivante et progressiste. Ce fut par exemple un thème important du mouvement politique de Pierre Poujade sous la IVe République, le « poujadisme », considéré comme un exemple typique de populisme.
L'essor économique de nombreux domaines issus de pseudo-sciences contribue également à un nouvel essor de l'anti-intellectualisme en France, potentiellement aidé dans les milieux favorisés par une certaine vulgate de relativisme déconstructiviste, comme le dénonce le scientifique Alan Sokal.

## Anti-intellectualisme en temps de crise

### Durant la pandémie de la COVID-19
Selon l'étude de Merkley et Loewen, l’anti-intellectualisme lors de la pandémie de la COVID-19 aurait joué un grand rôle dans la réaction du public face à la crise. L’étude affirme que l’anti-intellectualisme peut se manifester lorsqu'un grand nombre d'individus consultent des sources sujettes à caution mais qu’ils jugent fiables. Elle stipule également que certains groupes sont plus aptes à être influencés par ces sources, dont les personnes associées aux idéologies conservatrices, au populisme, ou aux mouvements religieux. Étant exclus de leur groupe d’appartenance, l'avis des experts est  discrédité d'emblée.
Il semble avoir une hausse de la méfiance face à l’autorité des experts et aux règlements comme le port du masque, le passeport vaccinal et la distanciation sociale. Également, les théories conspirationnistes sur l’origine du virus se sont répandues dès le début de la pandémie.
Selon une étude publiée dans la revue canadienne de science politique, la sensibilité des individus peut être influencée par des médias grand public comme Fox News aux États-Unis ou les médias sociaux au Canada et en Angleterre.  